# 蒙古鹿棋
蒙古鹿棋（Bogenjirge），蒙古話音譯為鲍戈因吉勒格，或宝根·吉日格，翻譯簡稱鹿棋、圍鹿棋，是流傳於蒙古族的老虎棋總稱，為吉日格之一，有一百三十多種，其中最廣泛的是二十四犬鹿棋，蒙古話音譯為哈拉金·宝格，與圖瓦鹿棋很相似，與围犸猊棋其差別後者在棋子較多，但下完子後才能動子。

## 歷史
内蒙古文物工作队在阴山岩洞里发现一幅鹿棋棋盘的凿刻画面，当时认为属于公元七八世纪。但后来发现是近代牧民在岩画区所刻，并非岩画的一部分。
陈弘法的《鹿棋探源》，1948年至1949年期间，蒙古人民共和国境内的蒙古帝国古都哈剌和林窝阔台汗宫废墟中，出土一幅鹿棋棋盘。其格式与现在流传的完全一样。《元史》记载，窝阔台汗1235年建成行宫，名曰万安宫。在此废墟中发现鹿棋棋盘，说明鹿棋是当时行宫中的娱乐活动之一。

## 二十四犬鹿棋

### 棋具

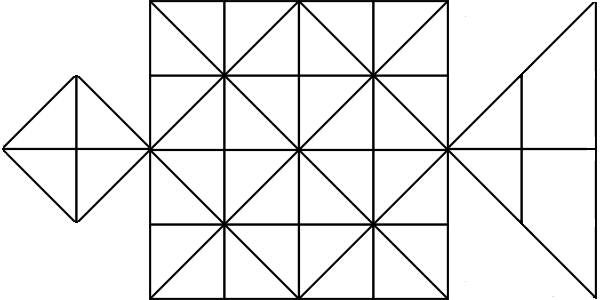
二十四犬鹿棋棋盤

- 棋盤為五橫五豎的橫縱線交叉，另有東南-西北向、西南-東北向的斜線各三條，並在左右兩側中點個添上一個菱形、三角形。菱形、三角形有一橫一豎交叉。全部共三十五個棋點。
  - 菱形稱為懸崖、三角形稱為山、五橫五豎方稱為草原[5]；也有地方稱菱形為蒙古峰、三角形為唐古特峰[6]。

- 分為兩方：犬方、鹿方。
  - 犬方：有二十四枚稱為犬（nogai）的棋子。
  - 鹿方：有二枚稱為鹿（bog）的棋子。

### 規則
- 棋子皆放在棋點。

- 兩枚鹿棋子各放在菱型、三角形與中間正方形的連接點，也就是左右側的中點。八枚犬棋子放在棋盤中央正方形的八個棋位，其餘十六枚則先置於犬方手邊。

- 任何棋子皆須需棋盤上的斜縱橫線移動。

- 鹿方先行。

- 鹿方每回合能選擇以下兩種行動之一：
  - 移子：沿線一格至一己子到空棋點。
  - 吃子：沿線跳過一枚鄰點的犬棋子落到同方向的緊連空點，然後把被跳過的敵棋移出棋盤不再使用，沒有連跳吃。

- 每回合犬方行動：
  - 移子：沿斜縱橫線任移動一己子到空鄰棋點，範圍僅限棋盤的大正方形。
  - 放子：如果手中還有棋子，則可將一枚己棋置於空棋點處，範圍僅限棋盤的大正方形。

- 犬方需讓所有鹿棋子不能移動或趕出大正方形獲勝，反之鹿方獲勝。[7]

## 七犬鹿棋
- 一枚鹿棋子擺於菱形十字點。七枚犬棋子放在三角形。其他與二十四鹿棋相同[5]。

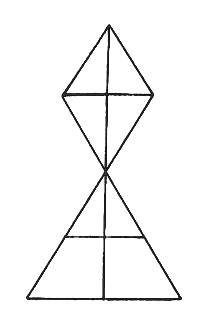
七犬鹿棋

## 二十犬鹿棋
- 一枚鹿棋子。八枚犬棋子放在棋盤，其餘十二枚則先置於犬方手邊。其他與二十四鹿棋相同[5]。

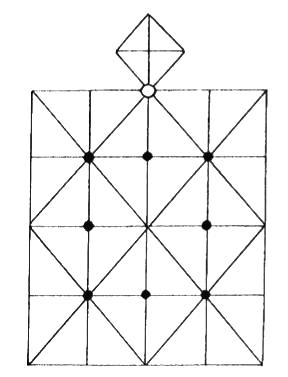
二十犬鹿棋

## 四十八犬鹿棋
- 四枚鹿棋子。十六枚犬棋子放在棋盤，其餘三十二枚則先置於犬方手邊。其他與二十四鹿棋相同[5][6]。

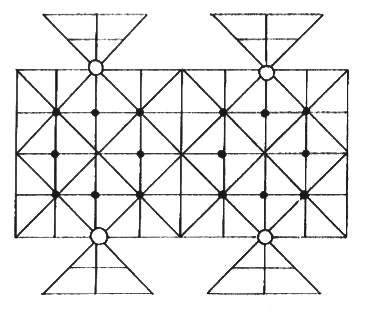
第一種四十八犬鹿棋
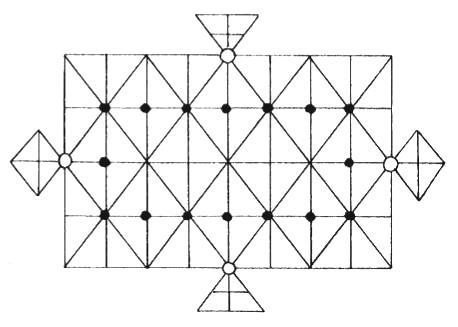
第二種四十八犬鹿棋
第三種四十八犬鹿棋

## 六十犬鹿棋
- 六枚鹿棋子。三十二枚犬棋子放在棋盤，其餘二十八枚則先置於犬方手邊。其他與二十四犬鹿棋相同[5]。

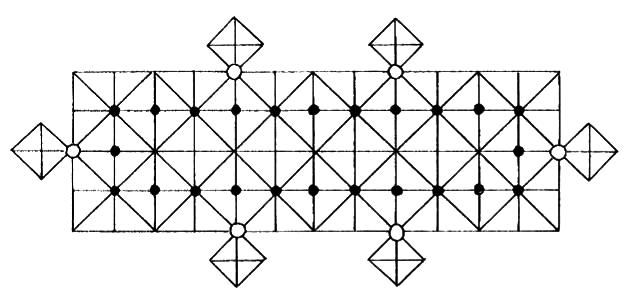
六十犬鹿棋

## 六十四犬鹿棋
- 四枚或八枚鹿棋子。二十八或三十二枚犬棋子放在棋盤，其餘三十四或三十二枚則先置於犬方手邊。其他與二十四犬鹿棋相同[5]。

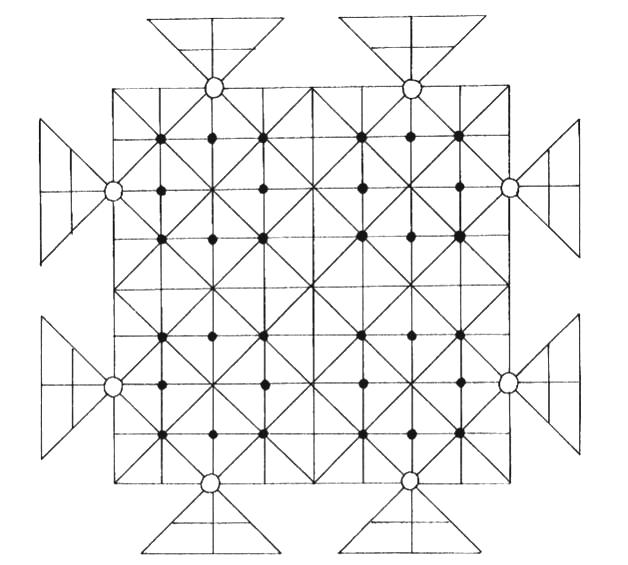
伊旗包格[8]，第一種六十四犬鹿棋
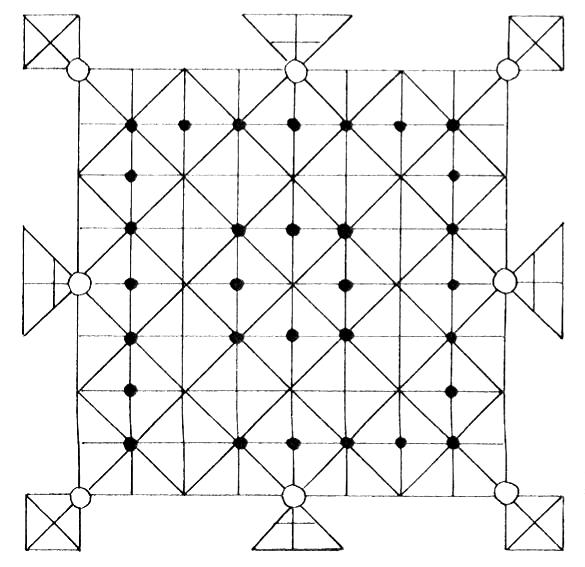
汗嘎拉包格[8]，第二種六十四犬鹿棋
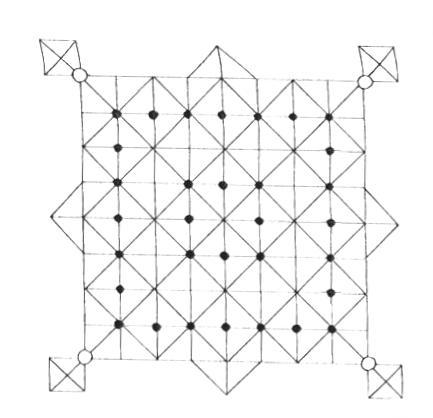
溫都爾汗蓋包格[8]，第三種六十四犬鹿棋
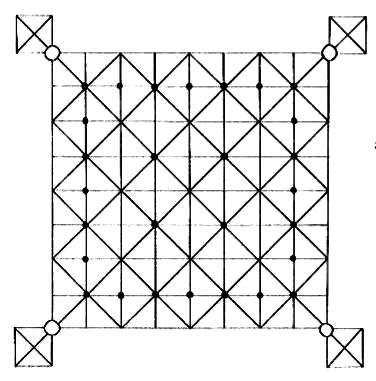
第四種六十四鹿棋

## 九十六犬鹿棋
八枚鹿棋子。二十四枚犬棋子放在棋盤，其餘七十二枚則先置於犬方手邊。其他與二十四鹿棋相同，據稱是西藏傳來的遊戲，藏話音譯為恰娃嘎布其、或希巴嘎布础，玩的人少。

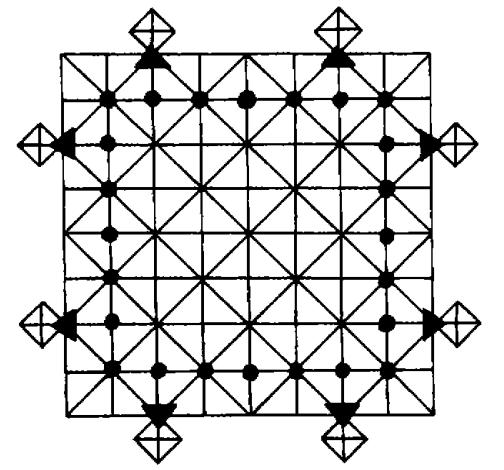
九十六鹿棋

## 外部連結
- 遊戲影片